# Doropygus mirabilis
Doropygus mirabilis is een eenoogkreeftjessoort uit de familie van de Notodelphyidae. De wetenschappelijke naam van de soort is voor het eerst geldig gepubliceerd in 1984 door McKinnon.